# انزور
انزور (انگلیسی: Edensor؛ ‎i‎/ˈɛnzər/‎) یک روستا و محله مدنی در بریتانیا است که در Derbyshire Dales واقع شده‌است. انزور ۱۴۵ نفر جمعیت دارد.